# Zein Al-Sharaf Talal
Zein al-Sharaf Talal (àrab: زين الشرف بنت جميل, Zayn ax-Xaraf bint Jumayl) (2 d'agost de 1916 - 26 d'abril de 1994) va ser reina consort de Jordània i esposa del rei Talal de Jordània. Va ser també la mare del rei Hussein I de Jordània.

## Família
Va nàixer a Alexandria (Sultanat d'Egipte). Filla del xerif Jamal bin Nasser, governador de Hauran, i de Wijdan Hanim. Son pare era nebot del xerif Hussein ibn Ali de la Meca i sa mare era filla de Shakir Paixà, governador de Xipre, besnebot de Kâmil Paixà.

## Matrimoni i descendència
Zein va contreure matrimoni amb el seu cosí el príncep Talal de Jordània el 27 de novembre de 1934, amb qui va tenir quatre fills i dues filles:
- Hussein I de Jordània (14 de novembre de 1935 – 7 de febrer de 1999)
- Princesa Asma (morta en nàixer en 1937)
- Príncep Muhammad bin Talal (2 d'octubre de 1940 – 29 d'abril de 1999)
- Príncep Hassan bin Talal (nascut el 20 de març de 1947)
- Príncep Muhsin (mort en nàixer)
- Princesa Basma bin Talal (nascuda l'11 de maig de 1951)

## Carrera
La reina Zein va tenir un paper important en el desenvolupament polític del Regne jordà a inicis dels anys 1950, pel seu esforç donant suport als drets de la dona i fent obres benèfiques.
Va participar en la redacció de la constitució de 1952, que va donar certs drets a les dones i va realçar el desenvolupament social del país. També va crear el primer sindicat femení de Jordània en 1944. La reina Zein va omplir un buit constitucional després de l'assassinat del rei Abdal·lah I de Jordània en 1951, mentre el nou rei Talal era tractat fora del Regne. La reina va jugar de nou aquest paper durant el període entre agost de 1952, quan el seu fill, el rei Hussein, va ser proclamat monarca, i maig de 1953, quan va assumir els seus deures constitucionals a l'edat de divuit anys.
Després de l'arribada de refugiats palestins a Jordània després de la Guerra araboisraeliana de 1948, va dirigir els esforços del país per ajudar a les desenes de milers de refugiats. Va ser també fonamental a l'hora de crear la branca femenina de la Societat Nacional Jornada de la Mitja Lluna Roja en 1948. Durant la seua vida, la reina Zein va dedicar temps i energia a l'orfenat Um A l'Hussein d'Amman.

## Honors

### Honors nacionals
- Jordània: Dama del Gran Cordó amb Collaret de l'Ordre de al-Hussein bin Ali.[1]

### Honors estrangers
- Malàisia: Gran Comandant Honoraria de l'Ordre del Defensor del Regne (SMN, 24 d'abril de 1965).[2]